# Passage Abel-Leblanc
Pour les articles homonymes, voir Leblanc.
Le passage Abel-Leblanc est une voie du 12e arrondissement de Paris, en France.

## Situation et accès
Le passage Abel-Leblanc est orienté globalement sud-ouest/nord-est, dans le 12e arrondissement de Paris. Il débute au sud-ouest au niveau du 127, rue de Charenton et se termine 126 m au nord-est au 19, rue Crozatier. 
Outre ces voies, le passage Abel-Leblanc n'est rejoint ou traversé par aucune autre rue.

## Origine du nom
La rue porte le nom d'Abel Leblanc, riche industriel de Coulommiers, minotier de la Brie et propriétaire du terrain sur lequel le passage a été ouvert.

## Historique

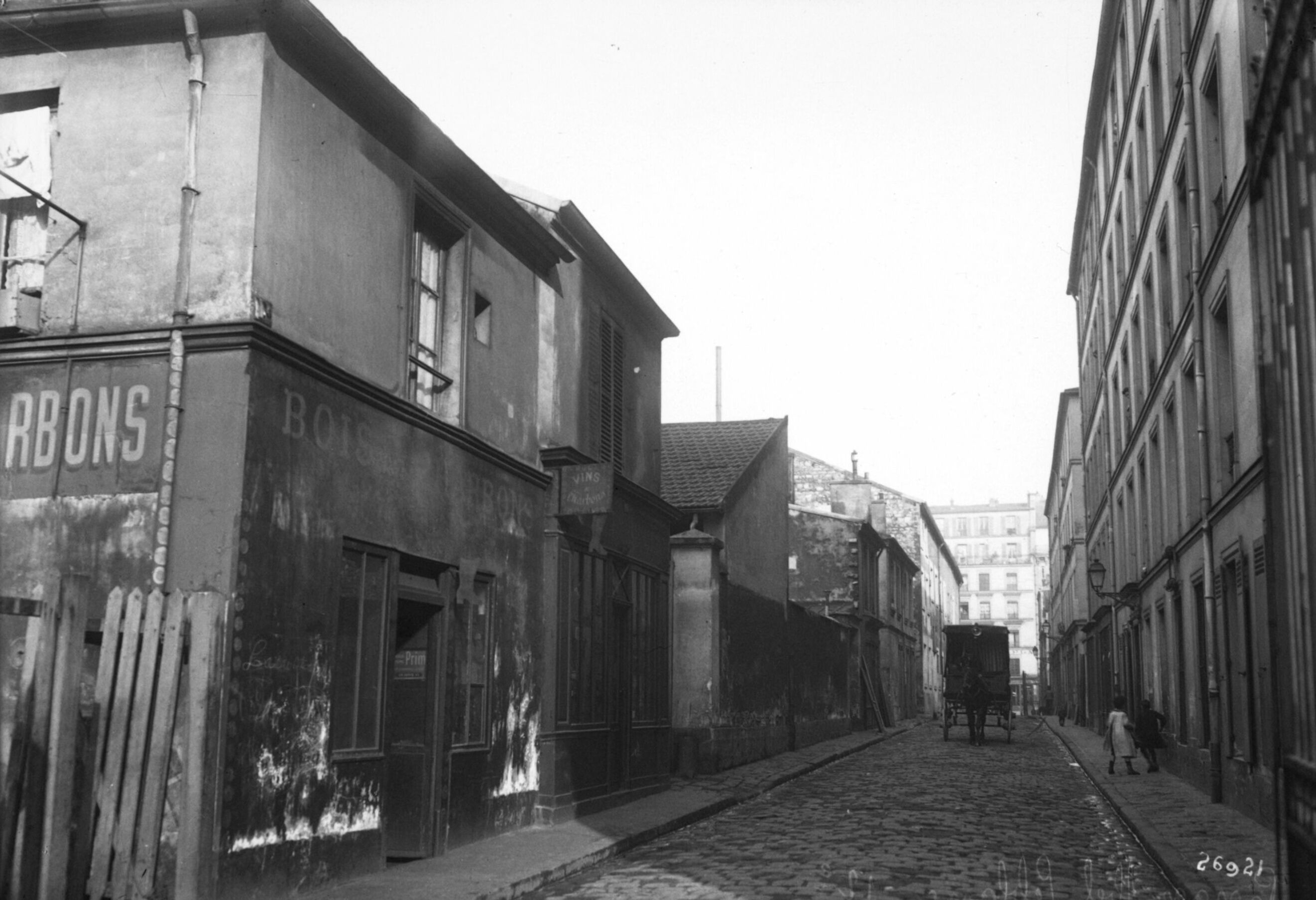
Vue du passage Abel-Leblanc en 1913.

Ce passage a pris sa dénomination en 1860 lors de son ouverture et a été classé dans la voirie de Paris par arrêté municipal du 22 mai 1992. Cette ancienne voie privée était fermée par une grille aux deux extrémités.

## Bâtiments remarquables et lieux de mémoire
Sur la maison faisant angle avec la rue Crozatier figurent des fenêtres en trompe-l'œil.

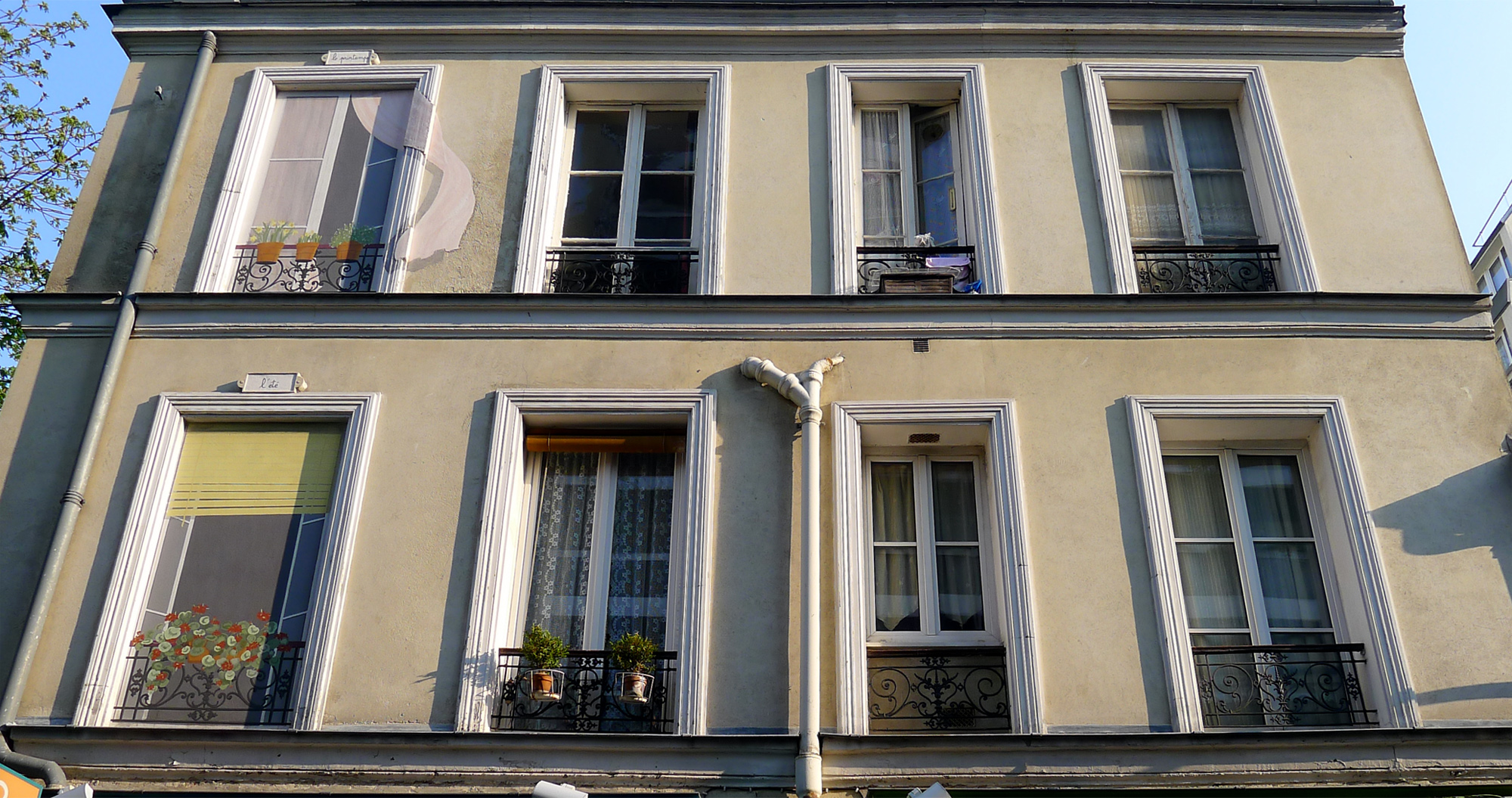
Trompe-l'œil.

## Pour approfondir